# Faustino Valentín
Faustino Valentín y Torrejón (en castillan) ou Faustí Valentín i Torrejón (en catalan), né à Nules et mort en France à Montpellier en août 1946, est un homme politique espagnol valencianiste et républicain, maire de Valence entre 1918 et 1919 et député au Congrès à deux reprises.

## Biographie
Membre du parti républicain blasquiste Partido de Unión Republicana Autonomista, il participe en 1906 à la fondation du groupe valencianiste València Nova, qui marque le début de la politisation du valencianisme. En août 1918, il présente une motion demandant la mise en place de l’enseignement en valencien, ce qui entraîne de dures critiques du journal El Pueblo, dirigé par le leader de son propre parti, Félix Azzati. En dépit de cette polémique, il est maire de Valence entre janvier 1918 et décembre 1919. Lors de son mandat, il crée la Junta de Subsistencias, chargée de réguler les prix et d’éviter les spéculations sur le prix du pain. Il est député au Congrès des députés pour le district de Nules aux élections générales de 1923.
Aux élections générales de 1933, il est élu député pour la province de Valence, mais l’année suivante, il abandonne le parti en raison de son désaccord avec la politique d’Alejandro Lerroux et son soutien à la CEDA. Avec Julio Just et Vicente Marco Miranda, il fonde le parti nationaliste valencien Esquerra Valenciana.
Aux élections générales espagnoles de 1936, il est élu député de l’Union républicaine dans les listes du Front populaire pour la province de Cáceres.
Lors de la guerre civile, il reste fidèle à la Seconde République. Le 21 août 1936, il est nommé responsable du ravitaillement de la Comission provinciale de recrutement de Cuenca, présidée par  Luís García Cubertoret, et chargée de former l’armée républicaine.
À la fin de la guerre, il prend l’exil et est membre de la  Junta de Auxilio a los Republicanos Españoles (es) (JARE), présidée par Lluís Nicolau d'Olwer, organisme destiné à aider les exilés et à la défense des institutions démocratiques.